# Петряево (Никольский район)
Петряево — деревня в Никольском районе Вологодской области.
Входит в состав Байдаровского сельского поселения, с точки зрения административно-территориального деления — в Байдаровский сельсовет.
Расстояние по автодороге до районного центра Никольска — 11 км, до центра муниципального образования Байдарово — 9 км. Ближайшие населённые пункты — Россохино, Шалашнево, Захарово.
По переписи 2002 года население — 29 человек (13 мужчин, 16 женщин). Всё население — русские.